# Kaarsendover

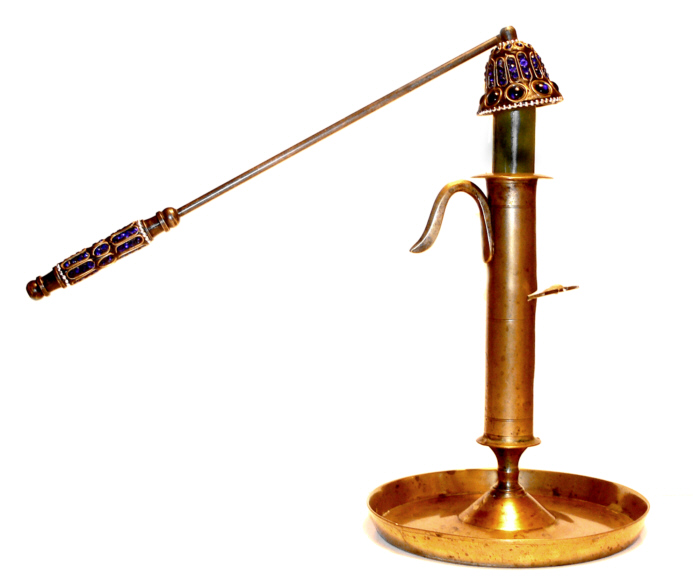
Kaarsendover

Een kaarsendover (ook wel kaarsenstok of domper genoemd) is een hulpmiddel om de vlam van een kaars te doven. Het bestaat veelal uit een kegelvormig metalen kapje aan een steel, soms is het klokvormig dan wel een halve bol. Door het kapje dicht boven de vlam te houden dooft de vlam, doordat er een zuurstoftekort ontstaat. Veel kaarsendovers hebben een speciaal fantasie-ontwerp, zelfs in de vorm van bustes, dieren en van verschillend materiaal. De porseleinen hebben meestal geen steel, maar worden de dovers zelf vastgehouden. Daarbij kan men zich afvragen of het meer snuisterijen zijn, vanwege de flinke hitte-ontwikkeling en roetvorming, die het onmogelijk maken het voor meerdere kaarsen te gebruiken, respectievelijk de roet het voorwerp bederft. Het materiaal van het product is vaak koper of brons. 

In kerken worden kaarsenstokken uitgevoerd met grote kappen - wegens de grootte van de kaarsen - en met soms tot meer dan twee meter lange stelen, wegens de hoge plaatsing van de kaarsen op altaren en bij heiligenbeelden dan wel in kaarsenkronen, ook kroonluchters genoemd. Deze worden tevens als aansteker gebruikt en daartoe is er een kort buisje bevestigd waardoorheen een aansteeklont (katoen met dikke laag kaarsenwas) wordt gestoken, zodat men met de vlam de pit kan bereiken. De lont is vrij lang en wordt spiraalsgewijs om de stok gewikkeld, zodat hij steeds doorgeschoven kan worden. 
Bij gebruik van dovers ligt voor de hand dat er veel kaarsvet en roet op achterblijven en dat ze vrij vaak schoongemaakt moeten worden. Bij veelvuldig gebruik ontstaat er een waslaag, vermengd met roet van de vlammen die de dover raken, aan de binnenkant van de dover die, indien enigszins te dik, roetvlekken kan veroorzaken doordat de was uit de dover druipt. Roet is zeer moeilijk te verwijderen, vooral uit textiel. Vooral bij altaarkaarsen en -kleden (eerst de beschermdoek erover), die eronder liggen dient men de binnenkant van de dover vaak van de zwarte laag van was met roet te ontdoen en ook het kaarsvet dat aan de rand van de dover achterblijft. Dat blijft daar achter doordat de extra lange steel het wat lastig maakt het kapje op exact de juiste plaats te krijgen en houden en daarbij de kaars zelf niet te raken. Het aansteken is nog lastiger overigens. 
Een alternatief op het doven van kaarsen met een kaarsendover is door te blazen in de vlam. Er zijn ook kaarsendovers die doven met een klein pompje. Door het in te drukken komt er een luchtstraal uit de kaarsendover waardoor de kaars dooft. Een voordeel daarvan is, is dat de pit minder gaat roken. Een kaars kan tevens gedoofd worden met een kaarsensnuiter. Dat is een soort schaar – veelal op pootjes opdat er geen kaarsvet met roet terechtkomt waar de snuiter neergelegd wordt – met dwars omhoogstaande plaatjes, plus een overkapping aan drie zijden, om het teveel aan pit weg te knippen en niet te laten vallen. 